# 鐵道迷
鐵道迷（英語：Railfan），指的是鐵道運輸的愛好者。

## 活動
鐵道迷的愛好包括但不限于乘坐不同列車、拍攝列車的照片与视频、鑽研鐵道時間表、參觀不同車站、蒐集單張或車票、把玩鐵道模型等。在鐵道出現的初期，范妮·戈登於1861年其14歲時記錄了英國大西部鐵路上經過西邦爾公園站的機車名稱，此等行為被稱作「Trainspotting」，從事此等行為的人被稱作「Trainspotter」。
許多鐵路保育組織會使用修復後的火車為鐵路迷舉辦特別旅行，通常是在沒有定期客運服務的線路上。這些旅行既是社交活動，也是鐵道迷拍攝不尋常的鐵道車輛的宝贵機會。
一些鐵道迷兼無線電迷將他們的兩種興趣結合起來，会使用无线电扫描仪收听铁路运营相关的无线电通讯。

## 图集

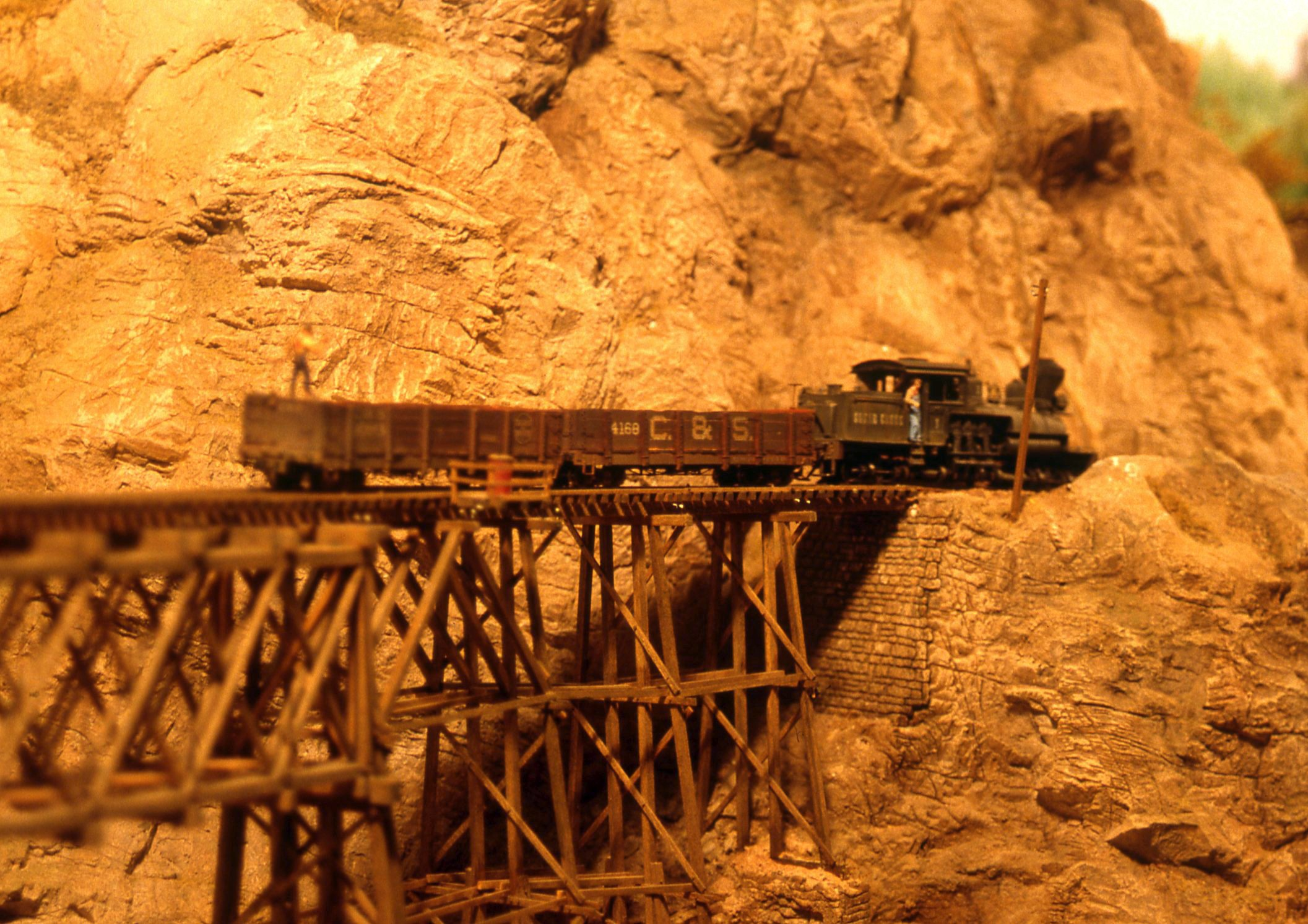
比利時的一個鐵道模型場中的造景
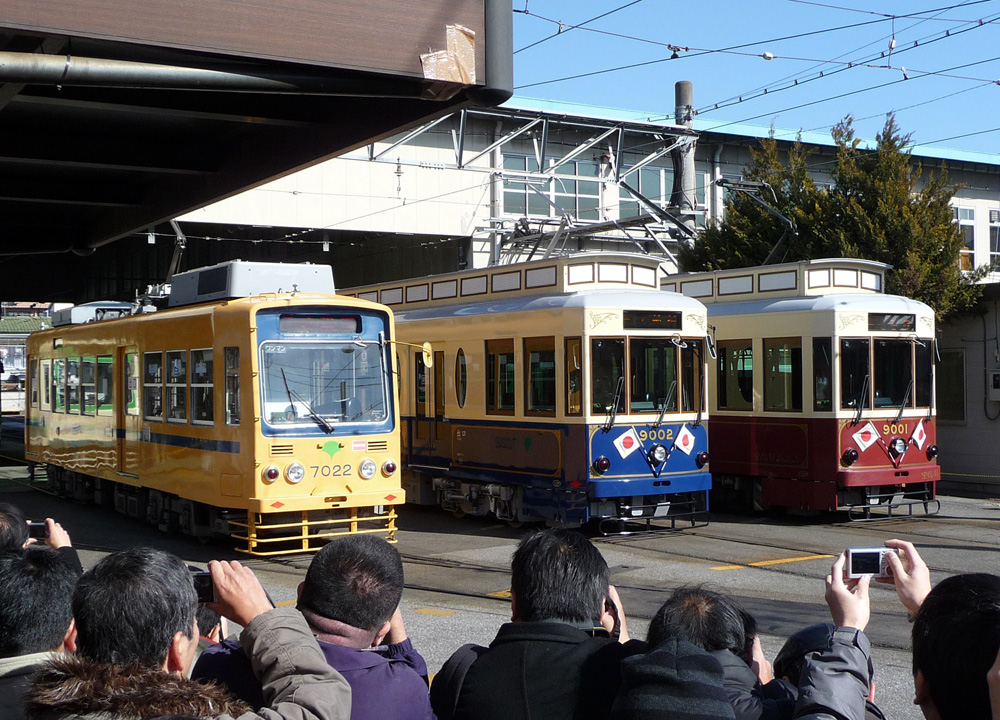
一群鐵道迷正在拍攝日本東京都電荒川線的路面電車
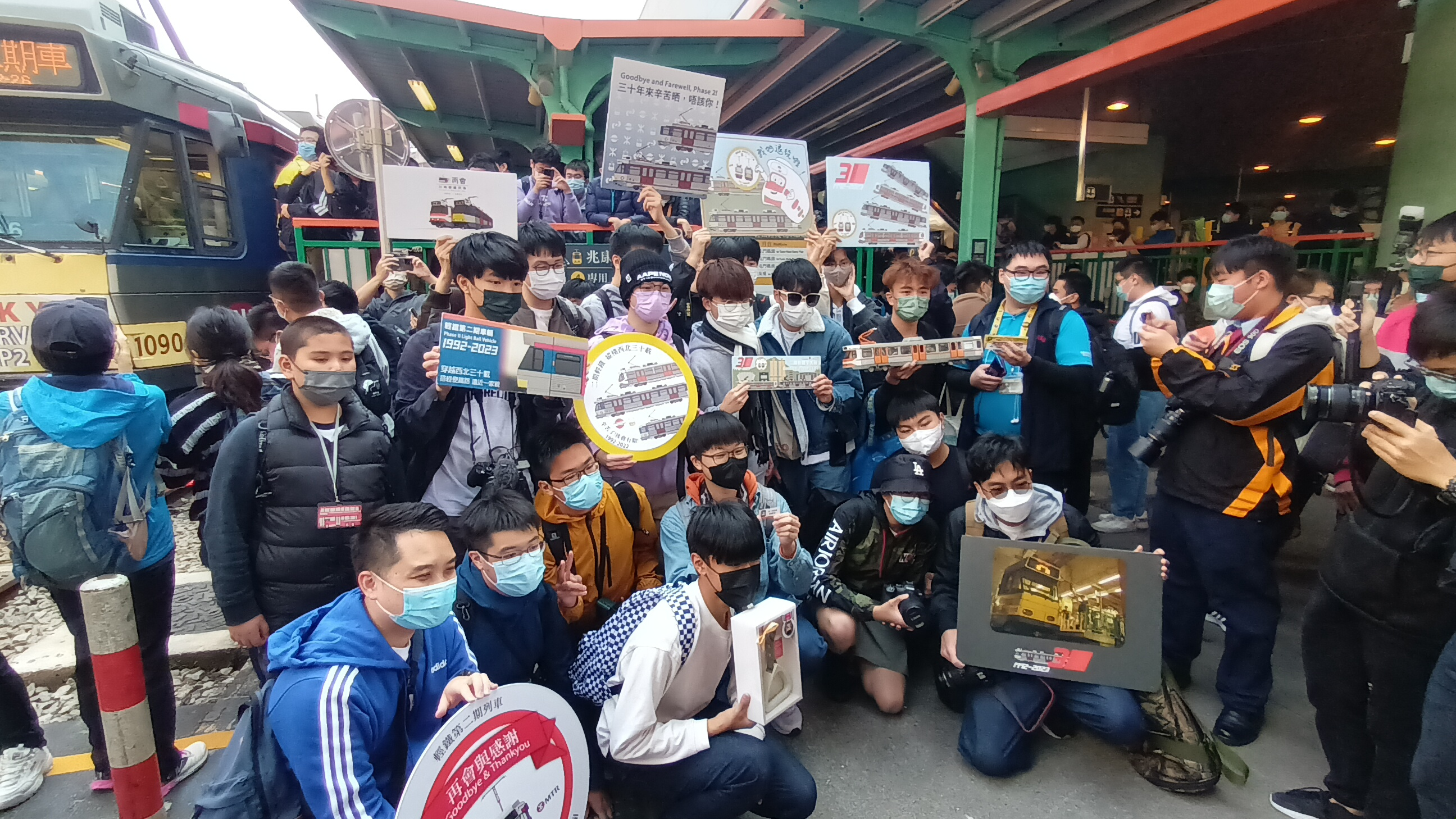
大量鐵路迷在輕鐵第二期列車感謝之旅活動後，一起合照
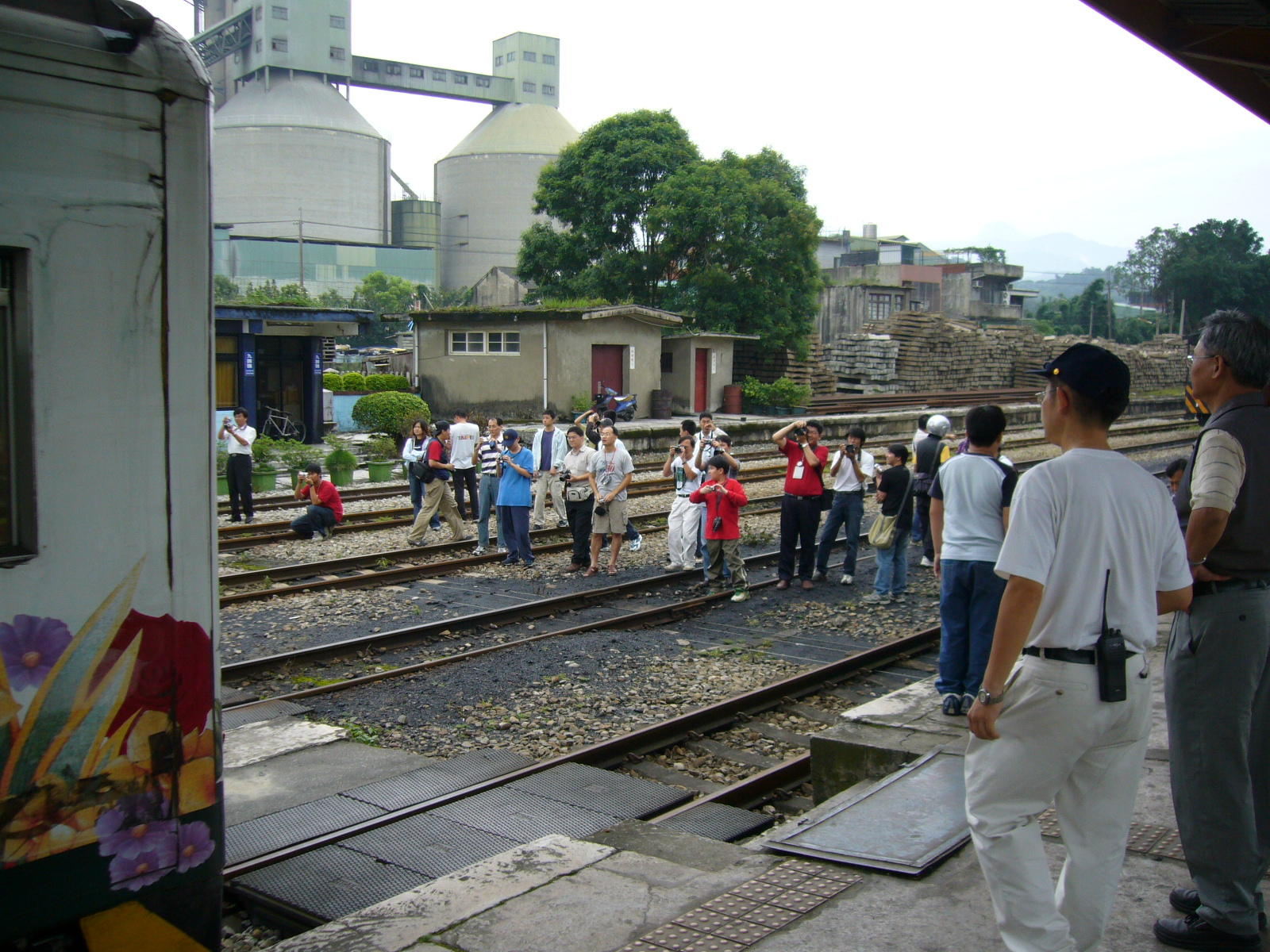
一群台湾鐵道爱好者在攝影（台鐵內灣線九讚頭車站）
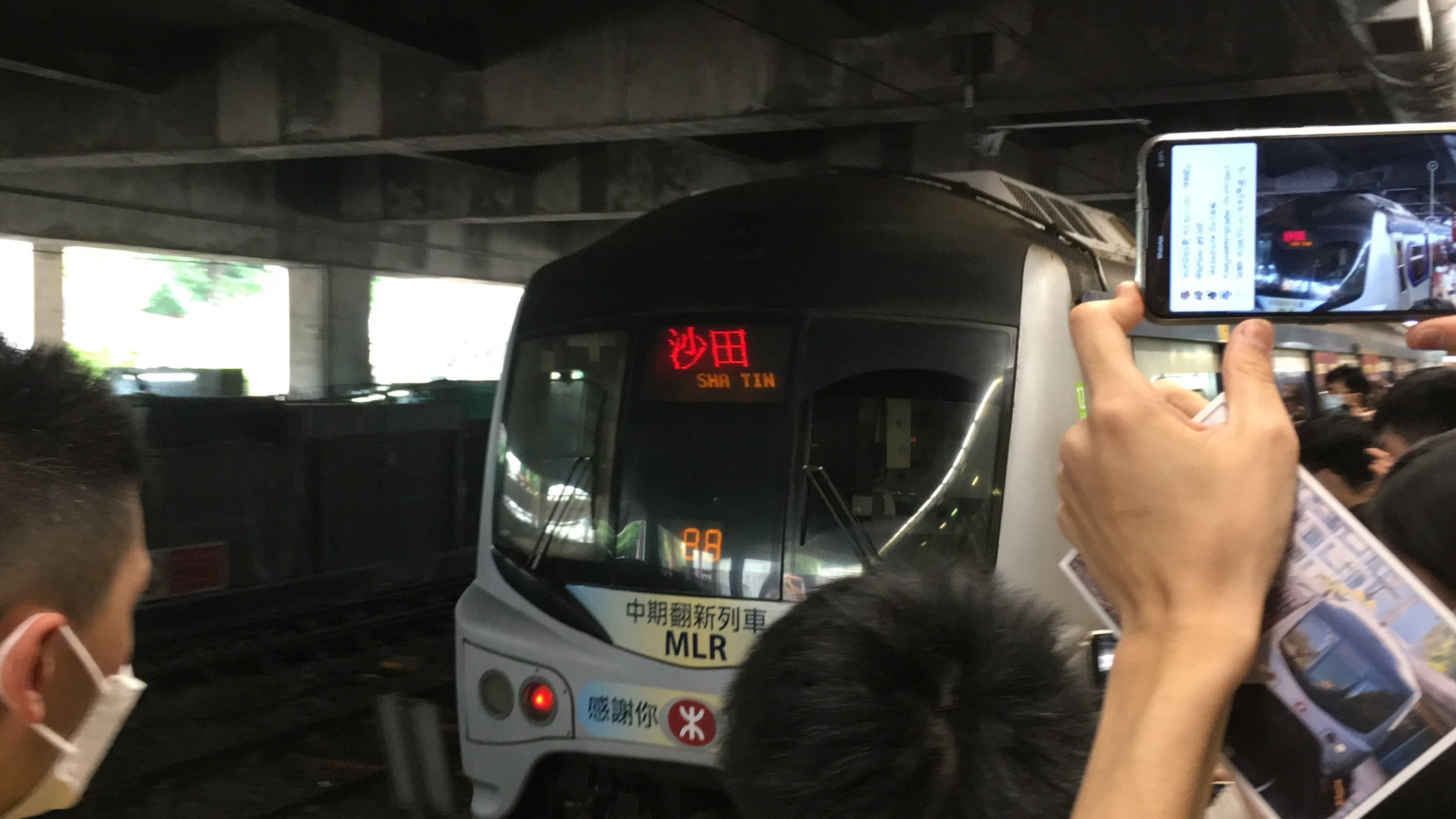
鐵道迷在香港鐵路沙田站拍攝MLR榮休之旅中的「最後一班」港鐵中期翻新列車
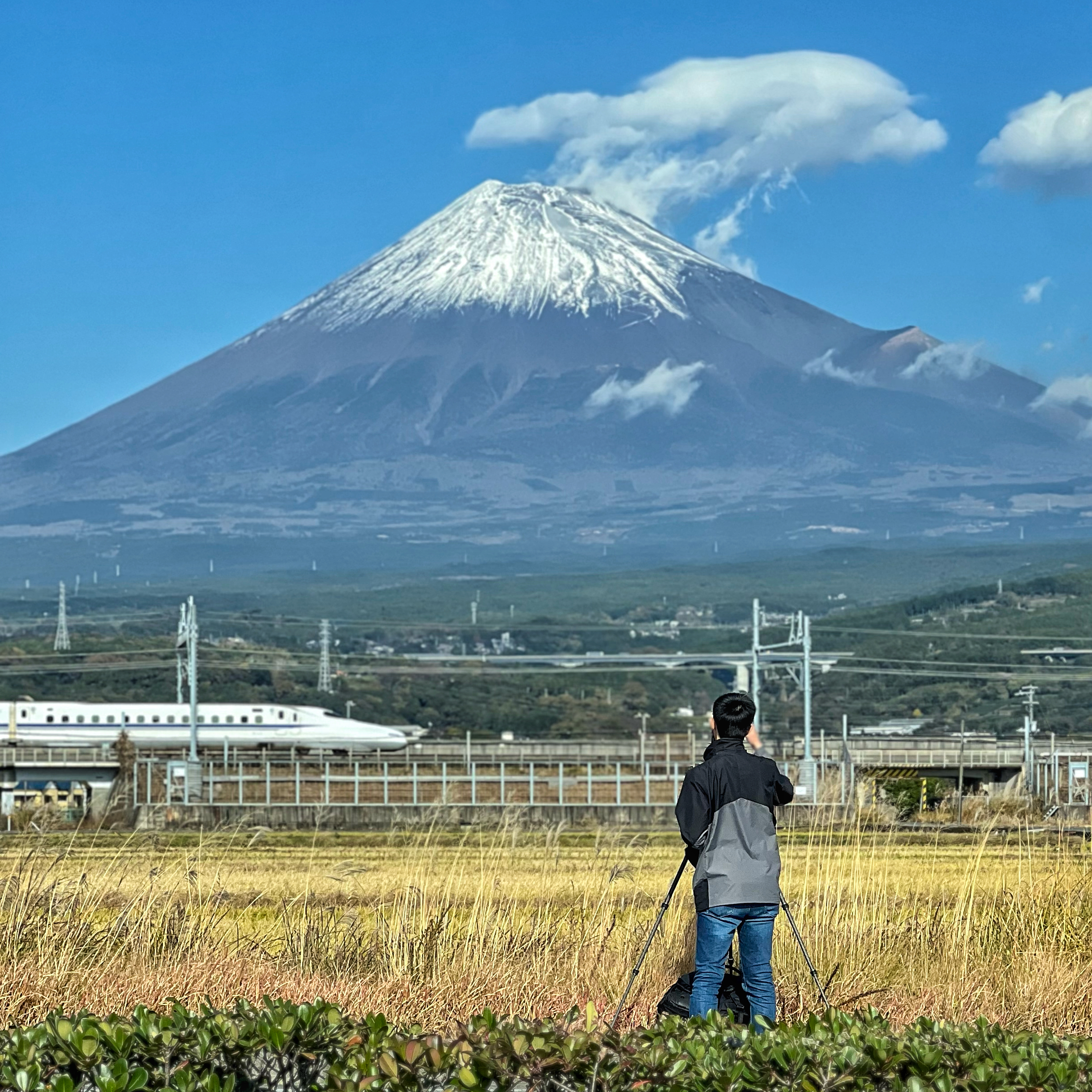
在日本富士市，拍摄东海道新干线和富士山的铁道摄影师。